# Josef Uprka
Josef Uprka (* 29. září 1939 Hroznová Lhota) je český sochař, vnuk malíře Joži Uprky.

## Život
Narodil se 29. září 1939 do rodiny akademického malíře Jana Uprky a Anny, rozené Zubaté. Otec Jan byl druhým nejstarším synem slováckého malíře Joži Uprky.
Jeho otec Jan nejen maloval, ale také pracoval s keramikou a k výtvarnému umění Josefa odmala vedl.

## Dílo

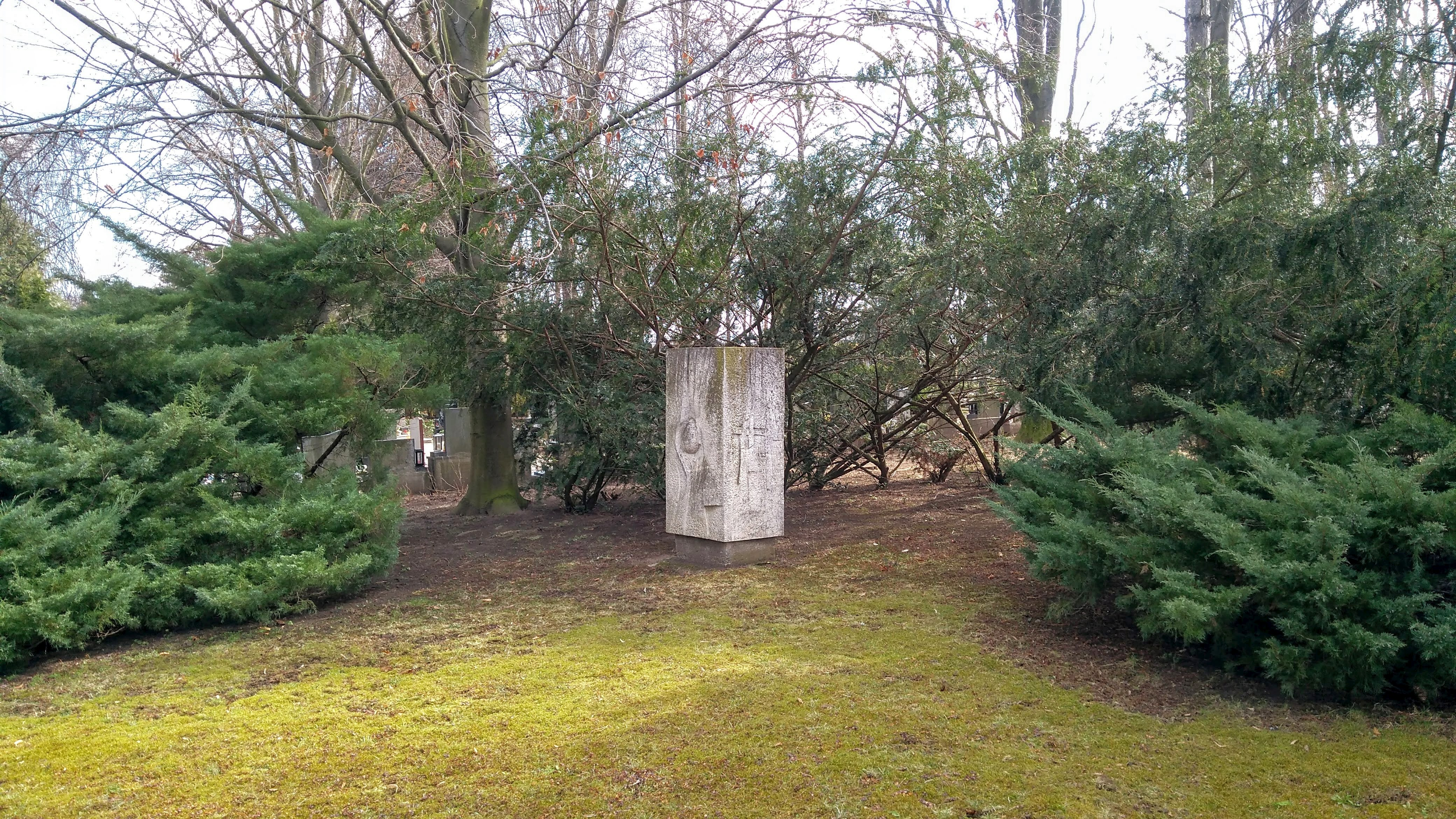
Vápencová plastika z roku 1977 na vsypové loučce kroměřížského hřbitova

Roku 1974 vytvořil Josef Uprka pamětní medaili pro muzeum Jana Amose Komenského v Uherském Brodě. Je také autorem pamětní medaile k návštěvě Jana Pavla II. na Velehradě. Do dnešní doby[kdy?] realizoval celkem třicet ražených mincí.
Je také dokonce autorem lícní strany poslední československé desetikoruny, na níž je portrét Aloise Rašína.
V sedmdesátých a osmdesátých letech také spolupracoval se zvonařem Josefem Tkadlecem na výrobě litých zvonů.